# Klein Wanzleben
Klein Wanzleben este o comună din landul Saxonia-Anhalt, Germania.